# Automeris umbracticus
Automeris umbracticus är en fjärilsart som beskrevs av Eckerlein. 1935. Automeris umbracticus ingår i släktet Automeris och familjen påfågelsspinnare. Inga underarter finns listade i Catalogue of Life.